# Tisztiszolga

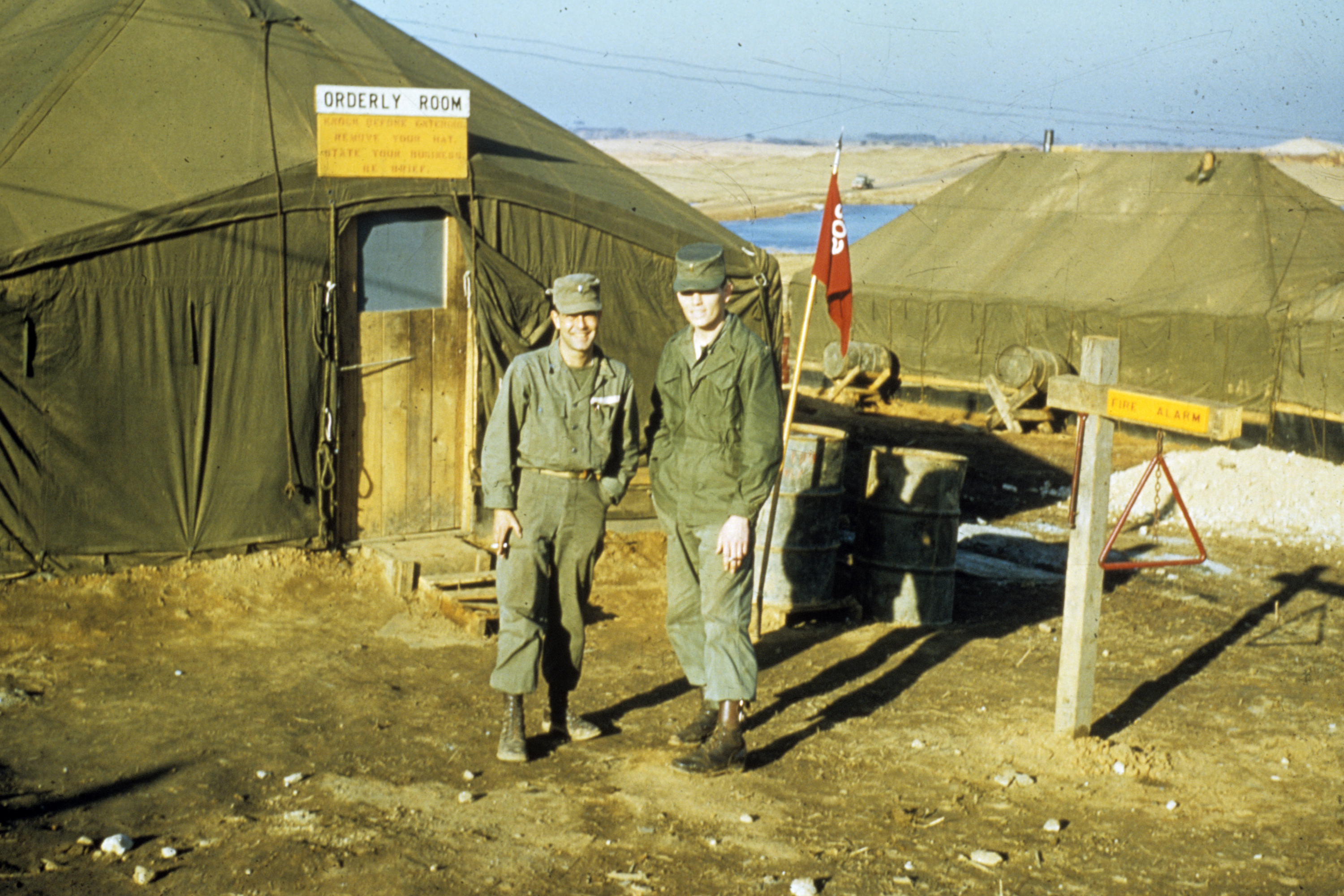
Tisztiszolgai sátor Koreában állomásozó amerikai katonákkal a dél-koreai Anyangban.

A tisztiszolga (a szlengben csicska, csicskás vagy pucer, régen privadíner vagy kutyamosó is) egyes országok hadseregeiben a tisztek mellé személyes szolgálatra kirendelt katona (közlegény). A tisztiszolga feladata lehet többek között:
- futár, parancsok továbbítása a tiszt beosztottjaihoz
- inas, a tiszti egyenruha és felszerelés rendben tartása
- sofőr, a tiszt gépkocsijának vezetése (akár harctéren is)
- testőr, a tiszt személyi védelmének ellátása
- egyéb teendők ellátása, amire a tisztnek nincs ideje vagy amihez nincs kedve

Olyan országokban, ahol a tiszti kar tagjai rendszerint a felső osztályból kerültek ki, nem volt ritka, hogy a tisztiszolga a civil életbe is követte inasként a leszerelt tisztet.